# Mateusz Bochenek
Mateusz Bochenek (sinh ngày 12 tháng 4 năm 1993) là chính trị gia Ba Lan. Năm 2018 và năm 2019, ông là chủ tịch hội đồng thành phố Sosnowiec, đại biểu quốc hội Ba Lan khóa 9.

## Tiểu sử
Mateusz Bochenek tốt nghiệp Đại học Śląsk ở Katowice. Ông theo học Thạc sĩ Quản trị Kinh doanh (MBA) tại Học viện WSB ở Dąbrowa Górnicza. Năm 2006, ông hoạt động tích cực trong Hội đồng Thanh niên Thành phố. Ông giữ chức Chủ tịch Hội đồng quận Maczki (Sosnowiec).
Ông tham gia vào các hoạt động chính trị thuộc Đảng Cương lĩnh Dân sự. Ông là trợ lý cho thống chế tỉnh Śląskie. Năm 2014, ông là trợ lý của Chủ tịch Sosnowiec Arkadiusz Chęciński. Tháng 3 năm 2018, ông đảm nhận vị trí đặc mệnh toàn quyền về văn hóa, quảng bá thành phố và hợp tác với các tổ chức phi chính phủ. Năm 2018, ông được bầu làm ủy viên hội đồng thành phố Sosnowiec, trở thành chủ tịch của cơ quan này. Trong cuộc bầu cử quốc hội năm 2019, ông đã được bầu làm đại biểu của Sejm (Hạ viện) Cộng hòa Ba Lan nhiệm kỳ thứ 9 tại khu vực bầu cử Sosnowiec (ông đã giành được 15 421 phiếu bầu). Ông là đại biểu trẻ thứ hai của nhiệm kỳ này.